# Sumeru
Sumeru (sanscrito) o Sineru (pali) è la montagna al centro del mondo nella cosmologia buddista. In Cina è nota come Kunlun Shan.

## Etimologia
Sumeru significa "l'Eccelso Meru", dove Meru (pali Neru) è la montagna al centro del mondo nella cosmologia induista.

## Buddismo
Secondo l'Abidharmakosabhaiyam di Vasubandhu Sumeru è alto 80.000 yojana. La misura dello yojana varia a seconda del periodo storico: alcuni racconti lo indicano equivalente a circa 7 km. La montagna continua sotto la superficie dell'Oceano Cosmico per una profondità di 80.000 yojana, essendo ancorata alla base della Terra. Nei testi buddisti Sumeru viene spesso usato come similitudine per la sua grandezza e stabilità.
Sumeru viene descritto con la forma di una clessidra con una sommità e una base di 80.000 yojana quadrati, ma con un restringimento al centro di 20.000 yojana quadrati.
Sumeru è il polo centrale dei mari e dei monti come in un maṇḍala. La base quadrata di Sumeru è circondata da un mare quadrato, circondato a sua volta da un quadrato di montagne, a sua volta circondato da un oceano. Ci sono sette mari e sette catene montuose che lo circondano, prima di giungere al vasto mare esterno che forma la superficie del mondo, dove i continenti sono solo piccole isole. Il mondo conosciuto si trova sul continente di Jambudvipa, a sud di Sumeru.
Nell'Abhidharmakosabhaiyam le dimensioni di Sumeru sono:
Sumeru (Sineru): alto 80,000 yojanas, profondo 80,000 yojanas 
Mare: alto 80,000 yojanas, profondo 80,000 yojanas 
Monti Yugandhara: alti 40,000 yojanas e profondi 40,000 yojanas 
Mare: alto 40,000 yojanas e profondo 40,000 yojanas 
Monti Isadhara: alti 20,000 yojanas e profondi 20,000 yojanas 
Mare: alto 20,000 yojanas e profondo 20,000 yojanas 
Monti Khadiraka (Karavika: alti 10,000 yojanas e profondi 10,000 yojanas 
Mare: alto 10,000 yojanas e profondo 10,000 yojanas 
Monti Sudarsana (Sudassana): alti 5,000 yojanas e profondi 5,000 yojanas 
Mare: alto 5,000 yojanas e profondo 5,000 yojanas 
Monti Asvakarsa (Assakasha): alti 2,500 yojanas e profondi 2,500 yojanas 
Mare: alto 2,500 yojanas e profondo 2,500 yojanas 
Monti Vinadhara (Vinataka): alti 1,250 yojanas e profondi 1,250 yojanas 
Mare: alto 1,250 yojanas e profondo 1,250 yojanas 
Monti Nimindhara (Nemindhara): alti 625 yojanas e profondi 625 yojanas 
Mare Esterno: alto 32,000 yojanas e relativamente basso
Monti Cakravasa (Cakkavasa) (confine circolare del mondo): alti 312,5 yojanas e profondi 312.5 yojanas
La sommità del Sumeru costituisce il devaloka Trayastrihsa, il piano più elevato a contatto fisico con la terra. I 40.000 yojana sottostanti sono un ripido precipizio, che si restringe con una montagna capovolta fino a raggiungere i 20.000 yojana quadrati ad una altezza di 40.000 yojana dal livello del mare.
Quindi Sumeru riprende ad espandersi proseguendo in quattro ripiani terrazzati ognuna lunga e larga il doppio di quella superiore. La prima terrazza è il devaloka dei Quattro Grandi Re che governano ognuno una parte (nord, sud, est, ovest) nella direzione dei quattro angoli del mondo che supervisionano.
A 40.000 yojana di altezza il Sole e la Luna ruotano attorno a Sumeru in verso orario. Questa rotazione spiega l'alternanza del giorno e della notte: quando il Sole è a nord di Sumeru, la sua ombra copre il continente meridionale di Jambudvipa dove è mezzanotte, è mezzogiorno sul continente settentrionale di Uttarakuru, è l'alba sul continente orientale di Purvavideha ed è il tramonto nel continente occidentale di Aparagodaniya. Dodici ore dopo, quando il Sole è a sud di Sumeru, a Jambudvipa è mezzogiorno, a Purvavideha è il tramonto, ad Aparagodaniya è l'alba e a Uttarakuru è mezzanotte.
Le tre terrazze successive contengono i seguaci dei Quattro Grandi Re: nāga, yaksha, gandharva e kumbhasha.
I nomi e le dimensioni delle terrazze sono:
Caturmaharajika: alta 40,000 yojanas, larga 2,000 yojanas, lunga 24,000 yojanas 
Sadamada: alta 30,000 yojanas, larga 4,000 yojanas, lunga 32,000 yojanas 
Maladhara: alta 20,000 yojanas, larga 8,000 yojanas, lunga 48,000 yojanas 
Karosapani: alta 10,000 yojanas, larga 16,000 yojanas, lunga 80,000 yojanas
Al di sotto di Sumeru, nel mare circostante, c'è la dimora degli Asura, nemici degli dèi di Trayastrihsa.